# Kate Alexa
Kate Alexa, nome completo Kate Alexa Gudinski (Melbourne, 2 marzo 1988), è una cantante australiana, figlia del produttore musicale Michael Gudinski.

## Biografia

### 2004-2008: debutto,Broken & Beautiful,H2O: Just Add Watere il tour in Australia
La carriera di Alexa comincia quando, all'età di tredici anni, scrive la sua prima canzone, cominciando a fare delle demo l'anno seguente. Colors of the Rainbow è la prima canzone che registra, firmando poi un contratto a metà del 2004 con Liberation Music. Poco dopo, mentre frequenta l'undicesimo anno di scuola superiore, il suo singolo di debutto Always There viene scelto per essere la colonna sonora delle pubblicità della serie di Channel 7 Home and Away durante i Giochi Olimpici del 2004.
Nel 2005 termina gli studi alla Melbourne Girls Grammar School ed esce il suo secondo singolo, My Day Will Come. Per il suo diciottesimo compleanno nel 2006 pubblica il terzo singolo, All I Hear, che raggiunge la nona posizione nella classifica australiana ARIA Singles Chart, e il 4 settembre il quarto singolo Somebody Out There. Il successivo 23 settembre esce il suo album di debutto Broken & Beautiful.
Nel 2007 scrive e registra dodici canzoni, più la sigla No Ordinary Girl e altre due dell'album Broken & Beautiful, per la colonna sonora della seconda stagione della serie televisiva H2O dal titolo H2O: Just Add Water. Verso la fine dell'anno si unisce al produttore australiano Molly Meldrum e al rapper statunitense Baby Bash per registrare una cover della canzone dei Womack & Womack Teardrops.
A febbraio e marzo 2008 sostiene Cyndi Lauper nel suo tour nazionale in Australia e, il 16 aprile, Broken & Beautiful viene pubblicato in Giappone con le due tracce bonus Walk On e la versione strumentale di Always There.

### 2009-presente:Infatuation
All'inizio del 2008 Alexa comincia a lavorare sul suo secondo album, Infatuation, la cui data d'uscita è inizialmente prevista per la fine di quell'anno, ma dopo numerosi ritardi viene fissata per il 17 agosto 2012. A gennaio 2010 Alexa prende parte al festival Wet and Wild che si tiene sulla Gold Coast.
Il video del singolo di debutto di Infatuation, I'm Falling, esce il 16 luglio 2012.

## Discografia

### Album
- 2006 - Broken & Beautiful
- 2007 - H2O: Just Add Water
- 2012 - Infatuation

### Singoli
| Anno | Titolo                            | Posizione in classifica | Albums             |
| Anno | Titolo                            | AUS                     | Albums             |
| ---- | --------------------------------- | ----------------------- | ------------------ |
| 2004 | "Always There"                    | 16                      | Broken & Beautiful |
| 2005 | "My Day Will Come"                | 24                      | Broken & Beautiful |
| 2006 | "All I Hear"                      | 9                       | Broken & Beautiful |
| 2006 | "Somebody Out There"              | 21                      | Broken & Beautiful |
| 2006 | "Better than You"                 | —                       | Broken & Beautiful |
| 2008 | "Teardrops" (featuring Baby Bash) | 26                      | —                  |
| 2012 | "I'm Falling"                     | —                       | Infatuation        |

### Altro
- "All I Want for Christmas Is You" (2005) - cover